# Acetaldehyddehydrogenas
Acetaldehyddehydrogenas (alternativt aldehyddehydrogenas) är ett enzym för dehydrogenering av korta aldehydföreningar till dess motsvarande karboxylsyra. Detta sker exempelvis i metabolismen av etanol, som först omvandlas till acetaldehyd av alkoholdehydrogenas, för att sedan omvandlas till ättiksyra av acetaldehyddehydrogenas.
Då acetaldehyd bildas vid dehydrogenas av alkohol och är giftigare än alkoholen själv kommer en person utan fungerande produktion av acetaldehyddehydrogenas att drabbas av illamående även vid intag av mycket måttliga mängder alkohol, och det är denna mekanism läkemedel som Antabus (disulfiram) utnyttjar. Vid normal produktion av acetaldehyddehydrogenas kommer däremot mindre mängder alkohol att kunna brytas ner utan obehag, och det är bara vid intag av större mängder alkohol som acetaldehydförgiftningen (en av de centrala komponenterna i baksmälla) blir påtaglig.
Många personer av asiatiskt ursprung har begränsad kapacitet av detta enzym, vilket gör att acetaldehyd ackumuleras vid alkoholkonsumtion. Detta ger samma effekt som vid antabusmedicinering. Personer med denna genetiska mutation har lägre risk att utveckla alkoholism men riskerar å andra sidan värre skadeverkningar vid alkoholintag.
Det finns tre kända människogener som kodar för enzymet, ALDH1A1, ALDH2 och den på senare tid upptäckta ALDH1B1 (även känd som ALDH5).